# Kōsuke Toriumi
Kōsuke Toriumi (鳥海 浩輔, Toriumi Kōsuke), né le 16 mai 1973 à Chigasaki, dans la préfecture de Kanagawa, est un acteur japonais employé par Arts Vision.

## Rôles

### Séries d’animation
- Aquarion Evol : Andy W. Hole
- Ai no Kusabi Remake : Guy
- Arte : Yuri Falier
- Bakumatsu kikansetsu irohanihoheto : Kanna Sakyônosuke
- Basilisk : Kouga Gennosuke
- Black Blood Brothers : Zaza
- Black Clover : Nozel Silva
- Bleach : Szayel-Aporro Grantz
- Bobobo-bo Bo-bobo : Takashi
- Boruto: Naruto Next Generations : Kiba Inuzuka
- Broken Blade : Girge
- Captain Tsubasa : Tarô Misaki adulte
- Darker than Black : Yutaka Kôno
- Diabolik Lovers : Sakamaki Shuu
- Di Gi Charat : Rik Heisenberg
- Dog Days : Valério Calvados
- Elemental Gerad : Grayarts
- Fairy Tail : Acnologia
- Gensômaden Saiyuki : Kenyû
- Hakuōki : Hajime Saitô
- Hakuōki: Hekketsu Roku : Hajime Saitô
- Hayate le majordome : Himuro Saeki
- Host Club : Akira Komatsuzawa
- Hungry Heart : Kanô Kyôsuke
- JoJo's Bizarre Adventure : Guido Mista, Sex Pistols
- Junjo Romantica : Haruhiko Usami
- Kimetsu no yaiba : Gyokko
- Kingdom : Ping Wei
- Kuroko's Basket : Kosuke Wakamatsu
- Le Prince du tennis : Kiyosumi Sengoku
- Disgaea: Hour of Darkness : Kurtis
- Mobile Suit Gundam AGE : Asemu Asuno / Captain Ash
- Moriarty the Patriot : Von Herder (Q)
- Naruto : Kiba Inuzuka
- Naruto Shippûden : Kiba Inuzuka
- Neuro, le mange-mystères : Jun Ishigaki
- No Longer Rangers : Chidori / Green Keeper
- Nura : Le Seigneur des Yokaï : Kurotabo
- Nura : Le Seigneur des Yokaï - La cité des démons : Kurotabo
- One Piece : Stelly (adulte)
- Pandora Hearts : Raven / Gilbert Nightray
- Papuwa : Shintaro
- Peace Maker : Tōdō Heisuke
- Prétear : Hayate
- Princess Princess : Masayuki Koshino
- Pumpkin Scissors : Oreldo
- Rock Lee : Les Péripéties d'un ninja en herbe : Kiba Inuzuka
- Romeo × Juliet : Curio
- Seito Kaichou ni Chuukoku : Kokusai Yuuzo
- Sengoku Collection : Seiichi Ôta
- The Tyrant Falls in Love : Tetsuhiro Morinaga
- To Heart 2 : Yuji Kousaka
- Togainu no Chi : Akira
- Toriko : Match
- Towa no Quon : Cyborg Epsilon AKA / Shun Kazami
- Uta no prince-sama : Cecile
- Yakitate!! Ja-pan : Go Chimatsuri

### Jeux vidéo
- Baten Kaitos : Les Ailes éternelles et l'Océan perdu : Kalas
- Beast master & Prince : Alfred
- Blaze Union: Story to Reach the Future : Garlot
- Clock Zero : Hanabusa Madoka
- Cookie Run: Kingdom : Cookie Lait de l'ombre
- Disgaea: Hour of Darkness : Kurtis
- Danganronpa: Trigger Happy Havoc : Kiyotaka Ishimaru
- Dynasty Warriors 8 : Li Dian
- Dragon Ball Xenoverse : Majin Demigra
- Estpolis: The Lands Cursed by the Gods : Idura
- Fate/Extra : Archer / Robin Hood
- Final Fantasy XIV : Zenos yae Galvus
- Fire Emblem Engage : Hector
- Fire Emblem Heroes : Hector, Narcian, Bramimond
- Genshin Impact : Kaeya
- Hakuoki Zuisouroku : Saito Hajime
- Hakuouki Shinsengumi Kitan : Saito Hajime
- Hakuoki Shinsengumi Kitan (PSP) : Saito Hajime
- Hakuoki Shinsengumi Kitan (PS3) : Saito Hajime
- Hakuoki Yugiroku : Saito Hajime
- Harukanaru Toki no Naka de 3 :  Izayoiki (Fujiwara no Yasuhira)
- Kidō Senshi Gundam: Senki Record U.C. 0081 : Fritz Bauer
- I/O : Kosuke Miyata
- Jyuzaengi Engetsu Sangokuden (PSP) : "'Sou Sou"'
- Lucian Bee's RESURRECTION SUPERNOVA : Viola
- Lucian Bee's JUSTICE YELLOW : Viola
- Lucian Bee's EVIL VIOLET : Viola
- Luminous Arc : Heath
- Namco × Capcom : Strider Hiryu
- Project X Zone : Yuri Lowell
- Rune Factory 4: Leon
- Shin Megami Tensei: Persona 2: Innocent Sin : Eikichi Mishina
- Shin Megami Tensei: Persona 3 : Junpei Iori
- Shinobi : Shirogane
- Sol Trigger : Farel
- Soul Nomad & the World Eaters : Endorph
- SoulCalibur II : Hong Yun-seong
- SoulCalibur III : Hong Yun-seong
- SoulCalibur III: Arcade Edition : Hong Yun-seong
- SoulCalibur IV : Hong Yun-seong
- SoulCalibur: Broken Destiny : Hong Yun-seong
- Street Fighter Alpha 3 : Fei Long
- Strider 2 : Strider Hiryu
- Tales of Vesperia : Yuri Lowell
- Tenshou Gakuen Gekkou Hasumi  : Kyouragi Takashi
- To Heart 2 : Yūji Kōsaka
- Ultimate Marvel vs. Capcom 3 : Phoenix Wright
- Vitamin X : Nanase Shun
- VitaminX Evolution : Nanase Shun
- VitaminZ : Nanase Shun
- VitaminZ Evolution : Nanase Shun

- VitaminXtoZ : Nanase Shun

- Yakuza: Like A Dragon: Arakawa Masato/Aoki Ryo

- Zettai Zetsumei Toshi 3 : Naoki Kousaka
- Diabolik Lovers : Sakamaki Shuu  Amour Endiablé : Kira Toma